# Philonthus alpinus
Philonthus alpinus är en skalbaggsart som beskrevs av Eduard Eppelsheim 1875. Philonthus alpinus ingår i släktet Philonthus, och familjen kortvingar. Enligt den finländska rödlistan är arten nära hotad i Finland. Arten är reproducerande i Sverige. Artens livsmiljö är torra gräsmarker.